# 間柄
| ウィキペディアには「間柄」という見出しの百科事典記事はありません（タイトルに「間柄」を含むページの一覧/「間柄」で始まるページの一覧）。 代わりにウィクショナリーのページ「間柄」が役に立つかもしれません。 |